# I Need Your Love (Calvin Harris)
I Need Your Love (Ik heb je liefde nodig) is een nummer van de Schotse dj Calvin Harris samen met de Britse zangeres Ellie Goulding. Het nummer kwam uit op 12 april 2013 en staat op Harris' derde studioalbum 18 Months. Ook staat het nummer op Goulding's album Halcyon als bonustrack. I Need Your Love behaalde in de Britse hitlijsten de vierde plaats.
De muziekvideo kwam uit op 15 april 2013 en is geregisseerd door Emil Nava. In de video spelen Harris en Goulding een verliefd koppel onderweg naar Miami.

## Tracklijst
| Nr. | Titel                                 | Duur  |
| --- | ------------------------------------- | ----- |
| 1.  | I Need Your Love (Nicky Romero remix) | 05:44 |
| 2.  | I Need Your Love (Jacob Plant remix)  | 04:50 |

## Hitnoteringen

### Nederlandse Top 40
| Positie: | 31 | 29 | 30 | 35 | 39 | 39 | 40 | uit |

### NederlandseSingle Top 100
| Positie: | 99 | 63 | 48 | 45 | 41 | 50 | 50 | 37 | 44 | 33 | 35  |
| Week:    | 12 | 13 | 14 | 15 | 16 | 17 | 18 | 19 | 20 | 21 |     |
| Positie: | 42 | 47 | 56 | 62 | 71 | 74 | 83 | 98 | 98 | 98 | uit |